# 小行星1145
小行星1145（1145 Robelmonte）是一颗围绕太阳公转的小行星。1929年2月3日，歐仁·約瑟夫·德爾波特在于克勒发现了此天体。
該小行星以比利時瓦隆大區的村莊羅貝爾蒙特命名，以紀念出生於此地的天文學家西維恩·阿蘭德。
这颗小行星的绝对星等为267.7743522529757等。